# 부산 아이파크 U-12
부산 아이파크 U-12팀은 부산 아이파크의 12세 이하 유스팀이다.

## 역사
부산 아이파크의 U-12팀으로 최근 권혁규 선수와 같이 U-12팀 출신 선수들이 1군 성인 무대에 진출하여 자리 잡고 있다.

## 같이 보기
- 부산 아이파크
- 부산 아이파크 퓨처스
- 개성고등학교 축구부
- 낙동중학교 축구부
- 아이키즈